# ویو-لوای-مولون
ویو-لوای-مولون (به فرانسوی: Villieu-Loyes-Mollon) یک کمون در فرانسه است که در Canton of Meximieux واقع شده‌است.

## خصوصیات
ویو-لوای-مولون ۱۵٫۹۱ کیلومترمربع مساحت و ۲٬۹۳۷ نفر جمعیت دارد.